# Saint-Laurent-de-la-Prée
Saint-Laurent-de-la-Prée é uma comuna francesa na região administrativa da Nova Aquitânia, no departamento de Charente-Maritime. Estende-se por uma área de 27,51 km². Em 2010 a comuna tinha 2 223 habitantes (densidade: 80,8 hab./km²).